# Cairn na Burgh Mòr
Ne doit pas être confondu avec Cairn na Burgh Beag.
Cairn na Burgh Mòr est une île inhabitée du Royaume-Uni située en Écosse, dans les îles Treshnish.